# Jeuxvideo.fr
Ne doit pas être confondu avec Jeuxvideo.com.
 (octobre 2010).
Jeuxvideo.fr, puis JVFR à partir de 2021, est un site web traitant du jeu vidéo créé en 2000 puis relancé en octobre 2005 par Cyréalis, une filiale du groupe M6,.
Au début des années 2010 il fait partie, avec Gamekult et Jeuxvideo.com, des sites francophones consacrés aux actualités du jeu vidéo les plus visités. Il propose notamment des actualités, des essais, des dossiers, des tests de jeux vidéo. Sa fermeture est annoncée par l'équipe du site le 19 mai 2015, qui confirme la reprise de l'activité et du site par Clubic.
En mars 2018, Jeuxvideo.fr est repris par Clubic SAS dirigé par Florent Maitre, Philippe Du Noyer et Richard Dos Anjos (anciens de M6 Web) ainsi que Jerry Nieuviarts et Nicolas Rosset (anciens fondateurs du site) dans le cadre de la reprise de Clubic.com. Une version Beta de JVFR est disponible depuis le 30 juin 2021.
Le 19 mai 2022, le site referme ses portes.

## Historique
Jeuxvideo.fr ouvre en 2000, édité par la société Flashback Multimédia, propriété de Richard Richarté. Le site cesse ses activités à la suite d'un procès intenté par les dirigeants du site concurrent Jeuxvideo.com — qui goûtent peu la ressemblance du nom de domaine du site avec le leur —, et laisse une page d'accueil pointant vers le premier magasin de jeux vidéo sous enseigne jeuxvideo.fr, au 18 rue de la barre 69002 Lyon[réf. nécessaire]. Une fois le procès gagné, le site reprend en 2002,.
Le site commence alors réellement avec 3 personnes à la barre : Richard Richarté pour la partie financière, Renaud Méarini pour la partie programmation et Andreu Cédric pour la partie rédactionnelle et communication. Richard Richarté gère la partie financière depuis le magasin Dock Games tandis que Renaud Méarini et Cédric Andreu développent le site depuis un local situé à la Duchère (370 bd de Balmont, 69009 Lyon). Ces deux derniers commencent à être rémunérés à partir de janvier 2004[réf. nécessaire].
Le site débute avec environ 5000 visiteurs/mois pour atteindre les 150 000 fin 2003, (puis environ 450 000 en janvier 2005).
Le jeu de rôle gratuit de Jeuxvideo.fr est lancé le 6 mai 2004. Le site propose début 2005 des vidéo-tests de jeux sur jeuxvideo.tv. En septembre 2005 la société Cyréalis rachète Flashback Multimédia, qui édite le site jeuxvideo.fr, au propriétaire Richard Richarté. Jerry Nieuviarts, PDG de Cyréalis, devient directeur du site. À partir de juin 2006, les membres peuvent publier leurs vidéos sur Jeuxvideo.tv. Depuis le 6 juillet 2007, il propose une émission-débat sur un thème précis.
Par ailleurs, les magasins Jeuxvideo.fr font leur apparition en France début 2008. La société Groupement JV, lancée par Richard Richarté propose la licence d'enseigne de magasins Jeuxvideo.fr. En avril 2014, 39 magasins sont présents sous l'enseigne Jeuxvideo.fr. En avril 2009, Warpzone, une émission satirique présentée par Virgile Rasera voit le jour.
Le 6 octobre 2010 un changement est opéré sur le site. Il propose de nouvelles rubriques, une nouvelle interface et un système de notation,. Le site produit une émission pour la chaîne W9 : Carrément jeux vidéo, qui est diffusée à partir de février 2011.
Jeuxvideo.fr absorbe par la suite le site web JeuxVideoPC.com.

### Absorption de JeuxVideoPC.com

Logo de JeuxVideoPC.com

JeuxVideoPC.com, anciennement Tom's Games, est un site web traitant des jeux vidéo. Le site propose de suivre l’actualité du média au travers de news quotidiennes, de tests, dossiers et astuces. Le site est à cette période l’un des seuls à proposer du téléchargement de contenus, et plus particulièrement des mods. Le site est détenu depuis le 1er octobre 2012 par le Groupe M6.
La version anglaise de Tom’s Games est une déclinaison anglaise de Jeuxvideo-flash.com. Selon Nielsen/NetRatings, le site français affiche 2,4 millions de visiteurs en février 2008 en France.
Le site est lancé en mars 2000 sous le nom de « Add-ons Collection » sur le service d’hébergement Multimania et se consacre uniquement aux add-ons de jeux PC. En septembre 2000, le site devient JeuxVideoPc.com. À cette époque le site compte en moyenne 100 visiteurs par jour avec une croissance continue de visiteurs. En 2004, les membres de l’équipe fondent la JVPC Sarl, société éditrice de JeuxVideoPc.com. Fin 2004, le site entre dans le top 5 des sites de presse en ligne de jeux vidéo avec une audience moyenne de 20 000 visiteurs quotidien. En février 2005, le nom « Add-ons Collection » disparait totalement du site laissant JeuxVideoPc comme seul nom du site. En juillet 2006 JeuxVideoPc rejoint le groupe Bestofmedia. Moins d’un an plus tard, en mars 2007 JeuxVideoPc devient le 2e site de jeux vidéo français derrière Jeuxvideo.com. À la suite de l’acquisition de TG Publishing par Bestofmedia, JeuxVideopc devient Tom’s Games en mai 2007 pour uniformiser les différents sites de la société. En octobre 2007 Tom’s Games US est ouvert, le site correspond à une version anglaise de JeuxVideo-flash.com. En 2008, Tom’s Games lance JeuxCherche qui permet de suivre l’actualité, les tests, les astuces de plusieurs sites consacrés aux jeux vidéo. Tom's Games est revendu à M6 Web le 1er octobre 2012, pour développer son pôle digital[réf. nécessaire]. Le 30 janvier 2013 Tom's Games change à nouveau de nom et de logo et redevient JeuxVideoPC.com. Le site est ensuite absorbé dans Jeuxvideo.fr.
Le site proposait une actualité quotidienne du secteur du jeu vidéo, des tests, des articles et des dossiers tels que des présentations de jeux et des tops 10, mais aussi des astuces et soluces. Une sélection de la rédaction faisait découvrir les coups de cœur des rédacteurs. Une rubrique de téléchargement avec des démos, des mods, des vidéos, des patchs. La communauté du site disposait de forums et d'un annuaire de clans. Les jeux flash pour jouer sur internet, via jeuxvideo-flash.
Le site notait un jeu sur 20, cette note représente l’intérêt général du jeu. En plus de cette note les éléments positifs et négatifs sont décrits dessous pour mettre en évidence les atouts et défauts du jeu.
Le site termine l'année 2007 avec 2 471 000 visiteurs uniques mensuel en décembre 2007 ce qui représente une hausse de 240% sur l’année.

### Fermeture en 2015 et réouverture en 2021
En mai 2015 jeuxvideo.fr ferme ses portes. Sa fermeture est annoncée par l'équipe du site le 19 mai 2015, qui confirme la reprise de l'activité et du site par Clubic. Le site est relancé en 2021 sous l'appellation JVFR,,,,. Finalement après 1 an de service, JVFR aussi fermera ses portes en juin 2022.

## Jeuxvideo.tv
Depuis début 2005, la Rédaction publie des vidéos de jeux, des émissions, des reportages sur JeuxVideo.tv. Depuis juin 2006, les membres peuvent poster leurs vidéos sur JV.tv.

### Reportages et émissions
La Rédaction fait aussi des reportages ou des émissions[pertinence contestée], comme la Warpzone, et ce parfois lors d'évènements (E3, Gamescom, etc.).

### Warpzone
Warpzone est une émission diffusée sur internet par Jeuxvideo.fr.
La saison 2 débute le 21 octobre 2010 et se termine le 1er juillet 2011 due à une lassitude de ses créateurs.

## Jyféria
Jyféria est le jeu de rôle gratuit de Jeuxvideo.fr lancé le 6 mai 2004. Jyféria 2 est lancé le 21 décembre 2006. Ce jeu a été conçu par Jean-Marc Oliveres et programmé par Renaud Méarini dans sa première version. La version suivante, toujours conçue par Jean-Marc Oliveres, a quant à elle été programmée par Simon Van Dooren. Le jeu n'a pas survécu aux refontes successives du site qui n'ont pas pris le temps de l'intégrer par manque de temps et de moyen.

## Jeuxvideo.fr en chiffres
Entre fin 2005 et fin 2007, le site passe d’une audience de 1,25 à 6,67 millions de visiteurs. 14 mois après juin 2006, le site accueille plus de 20 000 vidéos d’internautes. 122 100 de visiteurs uniques chaque mois (fin 2007), et 28 millions de pages vues (fin 2007).
Sur le forum, 290 000 sujets existent, 380 000 inscrits et 4 000 000 de messages.